# Макдональд, Джордж
Джордж Макдональд (англ. George MacDonald) (10 декабря 1824, Хантли, Абердиншир — 18 сентября 1905, Эшстед, Суррей) — британский романист и поэт, был одно время священником. Написал также несколько книг для детей, в том числе Принцесса и гоблин. Его сказочно-фантастическая проза получила высочайшую оценку У. Х. Одена, К. С. Льюиса, Дж. Р. Толкина, Г. К.Честертона.

## Сочинения
- Within and Without (1855)
- Poems (1857)
- Phantastes (1858)
- Cross Purposes (1862)
- David Elginbrod (1863) (republished as The Tutor's First Love)
- The Portent (1864)
- Adela Cathcart (1864) (contains The Light Princess, The Shadows, The Giant's Heart, My Uncle Peter, A Journey Rejourneyed and other shorter stories)
- A Hidden Life and Other Poems (1864)
- Alec Forbes of Howglen (1865) (republished as The Maiden's Bequest)
- Annals of a Quiet Neighbourhood (1867)
- Unspoken Sermons (1867)
- Dealings with the Fairies (1867) (contains The Golden Key)
- The Disciple and Other Poems (1867)
- Guild Court: A London Story (1868)
- Robert Falconer (1868) (republished as The Musician's Quest)
- England's Antiphon (1868, 1874)
- The Seaboard Parish (1869) (sequel to Annals of a Quiet Neighbourhood)
- The Miracles of Our Lord (1870)
- At the Back of the North Wind (1871)
- Ranald Bannerman's Boyhood (1871)
- Works of Fancy and Imagination (1871)
- Wilfrid Cumbermede (1871, 1872)
- The Vicar's Daughter (1871, 1872)
- The Princess and the Goblin (1872)
- The History of Gutta-Percha Willie, the Working Genius (1873)
- Malcolm (1875) (republished as a two-volume work containing The Fisherman's Lady and The Marquis' Secret)
- The Lost Princess (1875) (alternative title: The Wise Woman: a Parable)
- Exotics (1876)
- St. George and St. Michael (1875) – опубликован на русском языке в журнале «Всемирная иллюстрация» в 1875–76 годах.
- Thomas Wingfold, Curate (1876) (republished as The Curate's Awakening)
- The Marquis of Lossie (1877) (republished asThe Marquis’ Secret)
- Paul Faber, Surgeon (1879) (republished asThe Lady's Confession)
- Sir Gibbie (1879) (republished as The Baronet's Song)
- A Book of Strife, in the Form of the Diary of an Old Soul (1880)
- Mary Marston (1881) (republished as A Daughter's Devotion)
- Warlock O' Glenwarlock (also entitled The Laird's Inheritance or Castle Warlock)

## На русском языке
- Макдоналд Дж. Сент-Майкл и Сент-Джордж/ – опубликован на русском языке в журнале Спб.: «Всемирная иллюстрация» в 1875–76 годах.
- Макдоналд Дж. Карасойн. Сказка / Пер. с англ. A.A. Солюс. М.: Вол слов, 2006. — 59 с.
- Макдоналд Дж. Невесомая принцесса: Сказки / Пер. с англ. Н. Трауберг и др. М.: Центр «Нарния», 2004. — 221 с.
- Макдоналд Дж. Принцесса и гоблин / Пер. с англ. О. Кельберт. М.: Центр «Нарния», 2004. — 269 с.
- Макдоналд Дж. Принцесса и Курди / Пер. с англ. О. Кельберт. М.: Центр «Нарния», 2007. — 269 с.
- Макдоналд Дж. Страна северного ветра / Пер. с англ. О. Антоновой. М.: Центр «Нарния», 2005. — 361 с.
- Макдоналд Дж. Сэр Гибби: Роман / Пер. с англ. О. Лукмановой. Н. Новгород: Центр «Агапе», 2002. — 541 с.
- Макдоналд Дж. Лилит / Пер. с англ. О. Лукмановой. Н.Новгород: Центр «Агапе», 2007. — 320 с.
- Макдоналд Дж. Лилит: Роман; Линдсей Д. Путешествие к Арктуру: Роман / Пер. с англ. Е. Кузнецовой. М.: ACT; Ермак, 2004. — 605 с.
- Макдональд Дж. Фантастес. Роман. Перевод с англ. О. Лукмановой. Н.Новгород, Центр Агапе, 2005. —  240 с. ISBN  5-88930-035-0
- Макдональд Дж. Томас Уингфолд, священник. Издательство Arane, 2015, 480 c.

## Экранизации
- Принцесса и гоблин (The Princess and the Goblin) — (Йожеф Гемеш), 1992, мультфильм.